# Eremocosta gigas
Eremocosta gigas är en spindeldjursart som beskrevs av Roewer 1934. Eremocosta gigas ingår i släktet Eremocosta och familjen Eremobatidae. Inga underarter finns listade i Catalogue of Life.